# Niculești (gmina)
Niculești – gmina w południowej Rumunii, administracyjnie należąca do okręgu Dymbowica.
W skład gminy wchodzą 3 miejscowości: Ciocănari, Movila i Niculești. Według stanu na rok 2011 liczyła 4964 mieszkańców, zaś w roku 2021 jej liczebność wynosiła 4627 mieszkańców.